# Kania Gostyń

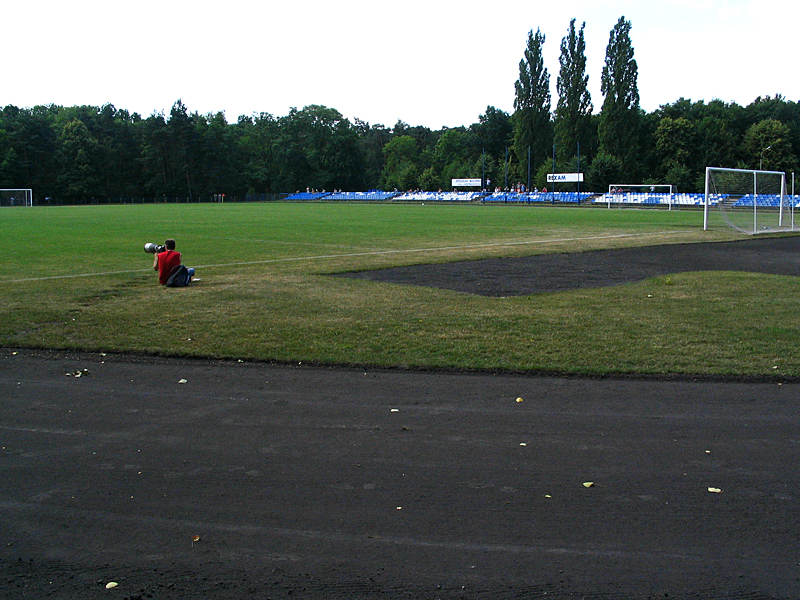
Stadion Miejski w Gostyniu

Kania Gostyń is een voetbalclub uit de stad Gostyń in Polen.
De clubkleuren van Kania Gostyń zijn wit-blauw-wit.

## Bekende (oud-)spelers
- Andrzej Juskowiak